# Real Club de Yates del Támesis
El Real Club de Yates del Támesis, Royal Thames Yacht Club (RTYC) en idioma inglés, es un club privado situado en Londres, Inglaterra. Es el club náutico más antiguo del Reino Unido. 

## Historia
Fue fundado en 1775 cuando Enrique Federico de Hannover, duque de Cumberland creó la "Flota Cumberland" y donó un trofeo, la "Copa Cumberland", para la celebración de una regata en el mes de julio, en el río Támesis. Aquella flota terminó tomando su nombre actual de Real Club de Yates del Támesis en 1830. En 1857 adquirió su primera sede social, en St. James Street, pero enseguida se mudó al número 7 de Albemarle Street. En 1911 cambió a Piccadilly, y en 1923 a su definitiva ubicación, que es la actual.
En 1870, con el "Cambria", y en 1964, con el "Sovereign", el club participó en la Copa América. En 2007 anunció que presentaría de nuevo un desafío con el equipo Team Origin, pero no llegó a presentarlo.

## Privilegios
Lo socios del Real Club de Yates del Támesis tienen el privilegio, otorgado por el almirantazgo Británico en 1848, de poder arbolar como pabellón nacional el Pabellón Azul británico.